# Projekt 667BDR
Projekt 667BDR, mit dem Decknamen „Kalmar“ (russisch Кальмар), ist eine Klasse sowjetischer U-Boote mit ballistischen Raketen. Sie wird von der NATO als Delta-III-Klasse bezeichnet.
Projekt 667BDR ist eine Weiterentwicklung des Projektes 667BD mit dem Ziel, das neue Projekt für die leistungsfähigeren, aber auch deutlich größeren R-29R-Interkontinentalraketen anzupassen.

## Entwicklung
Die Entscheidung zum Bau von Projekt 667BDR fiel, als die neue R-29R-Interkontinentalrakete verfügbar wurde. Die R-29R-Rakete trug erstmals nicht nur einen Sprengkopf, sondern war mit bis zu vier MIRV-Sprengköpfen ausgerüstet, die separate Ziele ansteuern konnten. Diese Sprengköpfe waren um ein Vielfaches genauer als ihre Vorgänger und erlaubten es so, nicht mehr nur Flächenziele wie Städte, sondern auch stark befestigte Punktziele wie Kommandobunker und betonierte Raketensilos anzugreifen. Dimensionen und Leistungswerte der Rakete waren 1972 festgelegt worden, ihre Entwicklung begann 1973.

## Technik

### Rumpf
Das 155 Meter lange Projekt 667BDR war, wie seine Vorgänger, mit einem doppelwandigen Druckkörper konstruiert.
Der Druckkörper selbst unterteilte sich in zehn wasserdicht verschließbare Abteilungen:
- 1: Torpedoraum mit Torpedorohren, Reservetorpedos, vordere Ausstiegsluke, erster Batteriesatz, Steuergeräte für das Sonarsystem
- 2: Unterkünfte auf zwei Decks und zweiter Batteriesatz auf dem dritten Deck
- 3: Zentrale mit Steuerinstrumenten, Funkraum und Zugang zum Turm
- 4: Raketenabteilung 1 mit acht Raketensilos
- 5: Raketenabteilung 2 mit acht Raketensilos und Kontrolleinrichtungen
- 6: Technische Abteilung mit Tanks für Dieseltreibstoff
- 7: Reaktorabteilung mit den beiden hintereinander positionierten VM-Reaktoren
- 8: vordere Maschinenabteilung mit Turbinen, Kondensatoren, Elektromotoren
- 9: hintere Maschinenabteilung mit Turbinen, Kondensatoren, Elektromotoren
- 10: Heckraum mit hinterer Ausstiegsluke, Zugangsschleuse, Rudermaschine für die Heckruder und Auslöser für die Notfallboje

### Antrieb
Hauptenergiequelle von Projekt 667BDR ist der OK-700A-Reaktorkomplex mit zwei WM-4-S-Druckwasserreaktoren. Die beiden Reaktoren leisten zusammen 180 MW thermische Energie, mit der Dampf erzeugt wird, der zwei GTSA-Turbinen antreibt. Die Turbinen können bis zu 20.000 PS (14.710 kW) auf die beiden Wellen übertragen, die das U-Boot mit 24 Knoten Spitzengeschwindigkeit über die beiden Propeller im Tauchbetrieb vorwärts bewegen. Zwei DW-460-Dieselmotoren können alternativ je 460 kW Antriebsenergie zur Verfügung stellen, indem sie Dieseltreibstoff mit Luftsauerstoff verbrennen, der an der Oberfläche über Ventilationsöffnungen oder in Sehrohrtiefe über einen Schnorchel ins Boot gesaugt werden kann.
Beide Energiequellen können über einen Generator auch die Bleiakkumulatoren im Rumpf aufladen.

### Reichweite
Projekt 667BDR unterliegt durch seinen nuklearen Antrieb keinen Reichweitenbeschränkungen. Lediglich die mitgeführten Vorräte an Nahrungsmitteln und Verbrauchsgütern für die Besatzung begrenzen die Einsatzdauer der Boote auf geschätzte 80 Tage.

### Sensoren und Kommunikationssysteme
Projekt 667BDR ist mit einem Almas-BDR-Gefechtsinformationssystem, einem Tobol-M-1-Navigationssystem und einem Molnija-M Kommunikationssystem ausgerüstet. Die letzten Boote der Klasse erhielten das verbesserte Tobol-M-2. Tobol-M-1 ist in der Lage, nach dem Feststellen einer Position für zwei Tage die Lageänderungen des getaucht operierenden Bootes exakt zu berechnen, bevor nahe der Oberfläche eine erneute Peilung vorgenommen werden muss.
Das Sonarsystem auf Projekt 667BDR ist das MGK-400 „Rubikon“. Die zylindrischen Empfangs- und Sendeantennen der Anlage sind unter- und oberhalb der Bugtorpedorohre installiert. Das System kann im aktiven- und passiven Modus arbeiten und Signale bis in den Infraschallbereich orten.
Am Turm sind ein MT-70-8- und ein PZNG-8M-Periskop installiert, hinzu kommt ein Periskop „Wolna“ für die Astronomische Navigation und ein radiometrischer Sextant vom Typ „Saiga“ (NATO: Cod Eye).
Projekt 667BDR ist mit einem ausfahrbareren Radarsensor vom Typ MRK-50 „Kaskad“ (NATO: Snoop Tray 2), kombiniert mit einem MRK-57 „Korma“, zur Suche nach Oberflächenkontakten ausgerüstet, das im X-Band arbeitet. Zusätzlich ist ein System zur Freund-Feind-Erkennung vom Typ „Nichrom-M“ installiert.
Auf dem Turm, unmittelbar hinter der Brückenwache, befindet sich der ausfahrbare Mast mit dem Sensor „Sintes“ (NATO: Pert Spring) für das Navigationssystem „Tobol“.
Ein ausfahrbarer Mast mit einem ESM-Sensor Typ MRP-21 „Saliw-P“ (NATO: Brick Pulp) ist an der hinteren Turmkante installiert.
Projekt 667BDR verfügt über mehrere redundante Kommunikationssysteme, die Kontakt zum Hauptquartier und befreundeten Kräften erlaubten. Dazu sind mehrere Sendeantennen für Funkkommunikation auf dem Turm installiert.
Für die Langreichweitenkommunikation in getauchtem Zustand auf extrem niedriger Frequenz besitzen die Boote eine Schleppantenne des Typs „Parawan“. Diese Antenne kann von einer Winde abgewickelt werden, die sich unmittelbar hinter den Raketenschächten befindet. Die Winde ist unter einer Luke zwischen Druckkörper und Außenhülle montiert und kann die Antenne freisetzen, die, von einem kleinen Schwimmkörper in der Schwebe gehalten, hinter dem Boot hergeschleppt werden kann.

### Bewaffnung

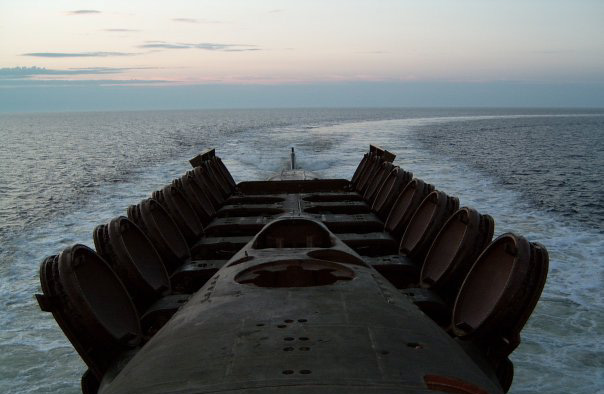
Der Blick von der Brücke eines Projekt-667BDR-Bootes nach achtern zeigt im Vordergrund die Schächte für die eingefahrenen Sensoren und Antennen am Turm und die 16 geöffneten Raketenschächte im Hintergrund

Projekt 667BDR trägt 16 R-29R-Interkontinentalraketen (NATO: SS-N-18) in separaten Silos. Die Waffen werden durch den D-9R-Raketenkomplex gesteuert. Anders als bei Projekt 667BD können hier alle Raketen in einer einzigen Salve gestartet werden.
Die R-29R-Rakete hat eine austauschbare Spitze, so dass verschiedene Mengen und Typen an MIRV-Sprengköpfen mitgeführt werden können. Dementsprechend ändert sich die Kennung der Rakete:
- R-29R mit drei Sprengköpfen mit je 0,2 Megatonnen Sprengkraft und 6.500 km Reichweite
- R-29RK mit sieben Sprengköpfen mit je 0,1 Megatonnen Sprengkraft und 6.500 km Reichweite
- R-29RL mit einem Sprengkopf mit 0,45 Megatonnen Sprengkraft bei 9.000 km Reichweite

Zur Selbstverteidigung trägt jedes Boot vier Bugtorpedorohre im Kaliber 533 mm. Die beiden 400-mm-Rohre der Vorgängerklassen fallen hier weg. Es können 16 Torpedos für die 533-mm-Rohre an Bord mitgeführt werden. Die Torpedomodelle SET-65, SAET-60M, 53-65K oder 53-65M können eingesetzt werden.

## Entsorgung
Die Entsorgung der Boote des Projekts 667BDR setzte sich aus drei Arbeitsschritten zusammen: dem Unbrauchbarmachen der Raketenstartvorrichtung, dem Sichern und Einlagern der Reaktorsektion und der Verschrottung der Boote. Die Arbeiten wurden zunächst von der Sowjetunion und später von Russland als Verpflichtung aus den START-Verträgen finanziert, später jedoch auch im Rahmen des Cooperative-Threat-Reduction-(CTR)-Programms von den USA finanziell unterstützt. Die Arbeiten werden für Boote der Nordflotte von der „Nerpa“- und der „Swjosdotschka“-Werft durchgeführt.

## Varianten

### Projekt 09786
Projekt 09786 ist ein Umbau, der nur auf dem Boot K-129 vorgenommen wurde, um das U-Boot als Träger oder Basis für Mini-U-Boote nutzen zu können. Dazu wurden die Raketensilos entfernt und andere Modifikationen vorgenommen, deren Details unbekannt sind. Ein vergleichbarer Umbau war bereits an einem Boot des Projekts 667A unter dem Namen Projekt 09774 vorgenommen worden.

## Einheiten

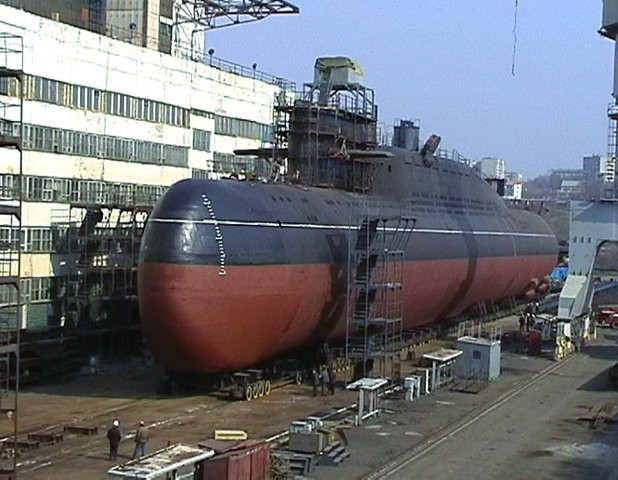
K-433 im Dock. Im hinteren Teil des Bootes sind an der Unterseite des Rumpfes die beiden Einlassschächte für das Kühlwasser der beiden Reaktoren zu erkennen.

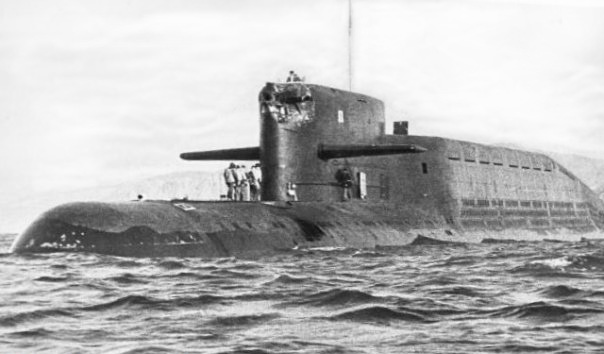
Die obere Kante des Turms von K-433 wurde bei der Kollision mit einem Eisblock eingedrückt, als das Boot 1983 in den Pazifik verlegte.

### K-424
Das Boot wurde am 30. Januar 1974 als Projekt 667BD mit der Baunummer 355 auf Kiel gelegt aber noch während der Bauzeit zum Projekt 667 BDR umgebaut; allerdings blieb die elektronische Ausrüstung mit dem alten Sonarsystem MGK-100 „Kertsch“ unverändert, nur der Raketenkomplex wurde auf den D-9R modernisiert.
K-424 lief am 31. Dezember 1975 vom Stapel. Das Boot wurde bei den Abnahmetests im September 1976 bei einer Grundberührung in 200 Metern Tiefe beschädigt. Die Reparatur dauerte einen Monat. Am 18. Januar 1981 brach durch eine glimmende Zigarettenkippe ein Feuer in einem Aktivkohlefilter im Kontrollraum aus, wodurch das Boot zum Auftauchen gezwungen wurde. 1982 führte das Boot mehrere Auftauchmanöver durch die arktische Eisdecke durch und war 1984 auf einer Patrouille unterwegs, die K-424 bis zum Äquator führte. 1986 führte sie aufgetaucht einen Teststart einer Übungsrakete, der scheiterte, weil der Hauptantrieb der Rakete nicht zündete und die Waffe kurz nach dem Verlassen des Raketensilos zurück auf das Deck des U-Bootes stürzte. Der Treibstoff der Rakete brannte für zwei Stunden an Deck, bevor Löschschiffe das Feuer unter Kontrolle brachten. Am 28. März 1995 wurde das Boot außer Dienst gestellt. Im Jahr 2000 begann seine Verschrottung auf der „Swjosdotschka“-Werft.

### K-441
K-441 wurde am 7. Mai 1974 in Sewerodwinsk auf Kiel gelegt und lief am 25. Mai 1976 vom Stapel. Das Boot wurde der Nordflotte zugeteilt und führte in der Folge zahlreiche Einsätze und Patrouillen durch. 1988 wurde das Boot zur Pazifikflotte verlegt und in Wiljutschinsk stationiert. K-441 wurde am 28. März 1995 außer Dienst gestellt.

### K-449
Das Boot wurde am 19. Juli 1974 in Sewerodwinsk auf Kiel gelegt und lief am 29. Juli 1976 vom Stapel. Sie wurde der Nordflotte zugeteilt und kollidierte 1983 während einer Tauchfahrt mit einem unbekannten U-Boot. Im August 2001 wurde sie außer Dienst gestellt und zur Abwrackwerft geschleppt.

### K-455
K-455 wurde am 16. Oktober 1974 in Sewerodwinsk auf Kiel gelegt und lief am 16. August 1976 vom Stapel. Es war zunächst der Nordflotte zugeteilt, wurde aber 1979 zur Pazifikflotte verlegt. Das Boot legte während eines Einsatzes 78 Tage in ununterbrochener Tauchfahrt zurück.
Im August 2000 wurde K-455 außer Dienst gestellt und 2002 zum Abwracken vorgesehen.

### K-490
Das Boot wurde am 6. März 1975 in Sewerodwinsk auf Kiel gelegt und lief am 27. Januar 1977 vom Stapel. 1979 verlegte sie durch die Drakestraße zum Stützpunkt der Pazifikflotte in Wiljutschinsk. Im August 2003 wurde das Boot außer Dienst gestellt und um 2008 bei der Abwrackwerft „Stern“ verschrottet.

### K-487
K-487 wurde am 9. Juni 1975 in Sewerodwinsk auf Kiel gelegt und lief am 4. April 1977 vom Stapel. Als Teil der Nordflotte führte es 1981 eine Patrouille unter dem Polareis durch, bei der es am 18. Januar 1981 zu einem Zwischenfall kam. In Abteilung III brach ein Feuer aus und sich schnell sammelnder Rauch machte ein Identifizieren des Brandherdes unmöglich. Der Kommandant befahl das automatische Löschsystem in Gang zu setzen als der Rauch auch in die beiden benachbarten Abteilungen einzudringen drohte. Noch Tage von der Grenze der Packeisdecke entfernt, entschlossen sich die Offiziere, K-487 durch die Eisdecke brechen zu lassen, um den Druckkörper mit Frischluft zu belüften. Fünf Seeleute in der dritten Abteilung waren bewusstlos geworden. Das Boot führte in den nächsten Jahren mehrere ereignislose Patrouillen und Raketen- sowie Torpedoabschüsse durch. 1995 kam es zu einem Leck im Kühlkreislauf des Reaktors an Backbord, der knapp 30 Liter Wasser pro Tag verlor. Das Leck konnte abgedichtet werden, bevor ein Schaden am Reaktor auftrat. Das Boot wurde 1998 außer Dienst gestellt und 1999 zur Abwrackwerft geschleppt.

### K-496
Das Boot wurde am 23. September 1975 in Sewerodwinsk auf Kiel gelegt und lief am 13. August 1977 vom Stapel. Es kam in den Jahren nach der Indienststellung zu mehreren Defekten an den Dampfgeneratoren des Antriebssystems, so dass sie 1983 schließlich gegen modernere Generatoren ausgetauscht werden mussten. Das Boot leistete seinen Dienst in der Nordflotte und war auf der Marinebasis Gadschijewo stationiert. Am 11. Januar 1999 erhielt es den Namen Borisoglebsk. Am 21. Januar 2005 startete K-496 als Teil des Projekts Demonstrator eine umgebaute Rakete mit dem Cosmos-1-Satelliten, der Raketenmotor setzte jedoch anderthalb Minuten nach dem Start aus und die R-29R stürzte ins Meer. Am 7. Oktober 2005 führte sie einen erfolgreichen Raketenstart im Zuge des Demonstrator-D2-R-Projekts durch. Vorgesehene Reparaturarbeiten konnten wegen fehlender Finanzierung nicht durchgeführt werden und das Boot wurde 2008 außer Dienst gestellt. Aus K-496 wurden, mit Unterstützung Kanadas und der USA, im Jahr 2010 die Reaktoren entfernt und das Boot auf der Werft „Stern“ verschrottet.

### K-506
K-506 wurde am 29. Dezember 1975 in Sewerodwinsk auf Kiel gelegt und lief am 26. Januar 1978 vom Stapel. Es gehörte zunächst zur Nordflotte, wurde aber 1981 zur Pazifikflotte versetzt. 2003 erhielt es den Namen Selenograd. Das Boot führte mehrere Patrouillen durch und startete 2003 und 2008 im Rahmen von Übungen erfolgreich je eine Interkontinentalrakete. Im Jahr 2010 wurde es außer Dienst gestellt.

### K-211

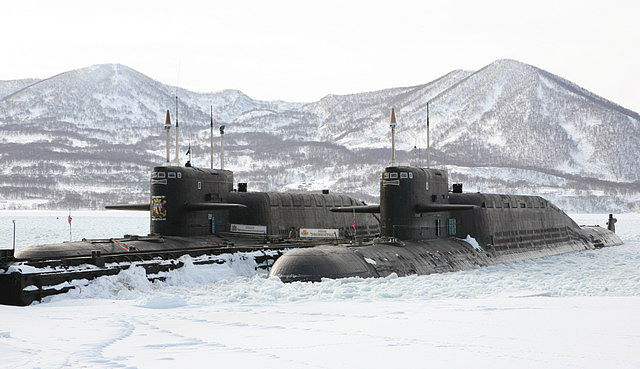
K-211 und K-506

Das Boot wurde am 19. August 1976 in Sewerodwinsk auf Kiel gelegt und lief am 13. Januar 1979 vom Stapel. Es wurde der Nordflotte zugeteilt und am 23. Mai 1981 in eine Kollision mit einem amerikanischen Jagd-U-Boot verwickelt, das K-211 im Sonarschatten gefolgt war und dessen Mannschaft einen Kurswechsel des sowjetischen Bootes wohl falsch interpretiert hatte. K-211 wurde am Steuerbord-Propeller, einem Tiefenruder und an einigen Tauchzellen beschädigt als das amerikanische Boot sie zunächst rammte und dann an ihrem Rumpf vorbeischrammte. K-211 gelang die Rückkehr zur Basis aus eigener Kraft. Ein amerikanisches Boot der Sturgeon-Klasse wurde von den Sowjets einige Tage später beobachtet, als es beschädigt die Marinebasis Holy Loch der Royal Navy ansteuerte. K-211 führte mehrere Patrouillen und Raketenstarts durch und erhielt 1998 den Namen Petropawlowsk-Kamtschatski. Das Boot wurde 2010 außer Dienst gestellt.

### K-223
K-223 wurde am 19. Februar 1977 in Sewerodwinsk auf Kiel gelegt und lief am 30. April 1979 vom Stapel. Es wurde 1980 zum Stützpunkt Wiljutschinsk der Pazifikflotte verlegt. Es führte Patrouillen und einen Raketenstart durch und erhielt im Juli 1998 den Namen Podolsk. 2003 führte es weitere Raketenstarts im Zuge von Übungen durch. Am 14. November 2004 wurde ein Seemann getötet, als ein zum Teil korrodiertes Ventil, das die Druckluftzufuhr zu einem der Frischwassertanks regelt, abgesprengt wurde. Ein Fragment der Explosion verwundete den 19-jährigen Matrosen tödlich am Kopf. Der für den Abschnitt verantwortliche Offizier wurde wegen Nachlässigkeit von einem Militärgericht angeklagt. Das Boot wurde 2018 außer Dienst gestellt.

### K-180
Das Boot wurde am 27. Dezember 1977 in Sewerodwinsk auf Kiel gelegt und lief am 8. Januar 1980 vom Stapel. Das Boot war zunächst der Nordflotte zugeteilt, wurde aber 1982 zum Stützpunkt Wiljutschinsk versetzt. Es führte während seiner Dienstzeit mehrere Einsätze sowie einen Raketenstart durch und wurde um das Jahr 2003 außer Dienst gestellt.

### K-433
K-433 wurde am 24. August 1978 in Sewerodwinsk auf Kiel gelegt und lief am 20. Juni 1980 vom Stapel. Es wurde 1983 der Pazifikflotte zugeteilt und erhielt 1993 den Namen Swjatoj Georgi Pobedonosez (deutsch: „Der siegreiche St. Georg“). Die russisch-orthodoxe Kirche übernahm 2005 offiziell das Patronat für das Boot. Einen entsprechenden Vertrag unterzeichneten Metropolit Kyrill und ein Vertreter der Marine. Im Oktober 2010 führte K-433 einen R-29R-Raketenstart im Ochotskischen Meer durch. Das Boot wurde 2018 außer Dienst gestellt.

### K-129
Das Boot wurde am 9. April 1979 in Sewerodwinsk auf Kiel gelegt und lief am 15. April 1981 vom Stapel. Es wurde der Nordflotte zugewiesen und führte einige Einsätze in der Polarregion durch. Zwischen 1994 und 2002 wurde es zum Projekt 09786 umgebaut und erhielt die Nummer KS-129. 2004 wurde es auf den Namen Orenburg getauft und befand sich 2008 noch im Dienst der Nordflotte.
Es gibt Einschätzungen, nach denen das Boot als Trägereinheit oder „Mutterschiff“ für das 2008 gebaute, geheime Projekt 10831 umgerüstet wurde.

### K-44
K-44 wurde am 31. Januar 1980 in Sewerodwinsk auf Kiel gelegt und lief am 19. Januar 1982 vom Stapel. Es gehörte zur Nordflotte und führte mehrere Einsätze durch. 1984 wurde seine Schleppsonarantenne wegen eines Konstruktionsfehlers von der Schraube des Bootes beschädigt. Am 7. Juni 1995 diente das Boot als Basis für einen Versuch der DARA, bei dem eine zivile Version der R-29R-Rakete mit der Bezeichnung „Welle“ 1270 Kilometer Höhe erreichte, bevor ein Nutzlastbehälter mit einem Fallschirm zu Boden ging. Im Dezember 1995 wurde die Mechanik zum Bewegen der Antennen auf dem Turm des Bootes beschädigt, als diese beim Durchbrechen der Eisdecke nicht vorschriftsmäßig gesichert waren. Am 10. Januar 1998 erhielt das Boot den Ehrennamen Rjasan und startete am 12. Juli 2002 weitere Raketen im Rahmen eines Forschungsprojekts, die jedoch ihr Ziel nicht erreichte. 2008 wurde ein Start einer R-29R im Rahmen einer militärischen Übung durchgeführt.

## Belege und Verweise